# يحيى الشهابي
يحيى الشهابي (1337 - 1424 هـ / 1918 - 2003 م) هو إعلامي وكاتب، من أهل الشام.
هو يحيى بن فريد الشهابي. ولد في بلدة راشيا الوادي، وبعدها انتقل إلى دمشق ثم باريس. من آثاره: «مذكرات معلم في القرية» - مطبعة ابن زيدون - دمشق 1939 م، و«معجم المصطلحات الأثرية الفرنسية والعربية» - مطبعة الترقي - دمشق 1967م.